# ديفيد أوت
ديفيد أوت (بالإنجليزية: David Ott)‏ هو موزع وعازف بيانو وملحن أمريكي، ولد في 5 يوليو 1947.

## وصلات خارجية
- الموقع الرسمي
- ديفيد أوت على موقع ميوزك برينز (الإنجليزية)
- ديفيد أوت على موقع ديسكوغز (الإنجليزية)